# S001
Cyber-shotケータイ S001（さいばーしょっとけーたい えすぜろぜろいち）は、ソニー・エリクソン・モバイルコミュニケーションズ（現：ソニー〈新法人〉）が日本国内向けに開発したauブランドを展開するKDDIおよび沖縄セルラー電話のCDMA 1X WIN対応携帯電話である。製造型番はSO001（えすおー ぜろぜろいち）。

## 概要
同キャリア向けの「Cyber-shotケータイ」としては第2世代にあたる音声用端末。カメラは、前モデル (W61S) より画素数が増え、日本の携帯電話の最高クラスである808万画素（約8.1Mピクセル）となった。スマイルシャッター機能やISO1600相当の高感度撮影もできる。W61Sより薄型にするため、光学ズームはなくなった。
なお、自動的に撮影モードを設定する「おまかせシーン認識」の搭載は携帯電話初である。
本機は、携帯電話として世界初の3.3インチVisualフルワイドVGA（Visual FWVGA）有機ELディスプレイを搭載する。内蔵メモリが前モデルのW61Sの約800MBに対して約70MB（この他、BREW専用領域は約30MB存在する）である代わりに、1GBのmicroSDカードが付属する。ただし、2GBを超える大容量に対応したmicroSDHCカードやメモリースティックマイクロ(M2)には対応しない。
この機種は、グローバルパスポートでは初めてグローバルパスポートCDMAとグローバルパスポートGSMのデュアルローミングに対応した。
この機種は2009年の春モデルとして発売されたが、2009年秋冬モデル・2010年春モデルのラインナップに含まれた。
1年前の携帯電話が再度、最新ラインナップとして含まれたのは同キャリア向けとしては初めてである。

## 沿革
- 2009年1月29日 - KDDIより公式発表。
- 2009年3月19日 - 全国にて一斉発売。
- 2009年10月30日 - 新色としてホワイトとブラウンが追加。全国にて一斉発売。
- 2010年6月 - 販売終了。
- 2012年7月22日 - L800MHz（旧800Mhz帯・CDMA Bandclass 3／J-TACS）帯エリアによるサービスの停波によりそれ以降はN800MHz（新800MHz帯・CDMA Bandclass 0 Subclass 2）帯エリア、および2GHz（CDMA Bandclass 6）帯エリアの各サービスで利用する事となる。
- 2022年3月31日 - 同キャリアにおける3Gサービスの完全終了・停波により、当機種は全て使用不可となる[3][4]。

## 主な機能・サービス
※☆印が付与されている機能・サービスはGSM（海外）モード時は使用不可。
| 主な対応サービス | 主な対応サービス                 | 主な対応サービス                                                | 主な対応サービス                                              |
| --- | -------------------------------- | --------------------------------------------------------------- | ------------------------------------------------------------- |
| au LISTEN MOBILE SERVICE (EZ「着うたフル」) (EZ「着うたフルプラス」) (LISMOビデオクリップ) (LISMO Video) (LISMO Book) | EZケータイアレンジ               | バーコードリーダー&メーカー                                     | PCサイトビューアー                                            |
| au BOX | ワイヤレスミュージック           | au Smart Sports☆ Run & Walk☆ Karada Manager☆ カロリーカウンター | EZナビウォーク☆                                               |
| EZ助手席ナビ☆ | 安心ナビ☆                        | 災害時ナビ                                                      | ナカチェン                                                    |
| EZアプリ FullGame! Bluetooth対戦                                                                                      | EZアプリ (BREW)                  | オープンアプリプレイヤー☆                                       | PCドキュメントビューアー                                      |
| EZケータイアレンジ アレンジメニュー                                                                                   | au oneガジェット                 | じぶん銀行アプリ☆                                               | EZ・FM                                                        |
| EZチャンネル EZチャンネルプラス EZニュースフラッシュ EZニュースEX （EZweb版のみ対応）                                 | Touch Message                    | EZFeliCa                                                        | ケータイ de PCメール au one メール                            |
| デコレーションメール                                                                                                  | デコレーションアニメ             | 緊急地震速報☆                                                   | 緊急通報位置通知                                              |
| EZテレビ（ワンセグ）☆                                                                                                 | グローバルパスポート (CDMA・GSM) | 赤外線通信                                                      | Bluetooth auフェムトセル (別途、ケータイアップデートにて対応) |

## 不具合および新機能の追加
2009年5月14日に以下の不具合の修正と変更がケータイアップデートにより行われた。
- 「おまかせシーン認識」または「スマイルシャッター」を設定し撮影すると、電源がリセットする場合がある
- マルチプレイウィンドウにて「データフォルダ」と「microSDデータフォルダ」を同時起動しようとした場合に表示されるポップアップ画面の内容の変更

2009年7月24日に以下の不具合の修正がケータイアップデートにより行われた。
- SSLサイトで大きなファイルアップロードを行うと時々接続が切断される場合がある
- 電池残量レベルが正しく表示されない場合がある

2009年9月17日に以下の不具合の修正がケータイアップデートにより行われた。
- 文字入力画面において「*」を入力すると、電源がリセットする場合がある

2010年6月24日に以下の新機能の追加がケータイアップデートにより行われた。
- 宅内用小型基地局「auフェムトセル」に対応した